# 禅東院 (八王子市)
禅東院（ぜんとういん）は、東京都八王子市にある曹洞宗系の単立寺院。

## 歴史
- 1400年（応永元年）、禅東海巌によって開山された。禅東海巌は片倉城城主長井氏の出身であり、真言宗の僧侶であった。そして「禅東庵」という草庵を結んだ。その後慶長年間（1596年 - 1615年）に大室林（隣）徹が寺院化した。その際に曹洞宗に転宗している[1][2]。
- 1897年（明治39年）の八王子大火、1945年（昭和20年）の八王子空襲で被災の憂き目に遭っている。1950年（昭和25年）に曹洞宗から分離し、単立寺院となった[2]。
- 現在は、臨済宗も含む禅宗の単立寺院として、アジアの上座部仏教との交流を深めている[1][3][4]。

## 交通アクセス
- 八王子駅より徒歩13分。